# Thad Jones
Thaddeus Joseph Jones (Pontiac, 28 de marzo de 1923-Copenhague, 20 de agosto de 1986), Thad Jones, fue un trompetista, cornetista y compositor/arreglista estadounidense de jazz. Su trayectoria se ajusta estilísticamente a los periodos del bop y del hardbop, aunque se mantuvo siempre próximo al mainstream.

## Biografía
Thad Jones (hermano de los otros músicos de jazz, Hank Jones y Elvin Jones) tuvo una carrera muy productiva. Autodidacta en el aprendizaje de la trompeta, empezó a tocar profesionalmente cuando tenía 16 años con Hank Jones y Sonny Stitt. Thad había escuchado las emisiones de radio de Louis Armstrong, y después de oír al trompetista actuar en Detroit, se decidió a convertirse en trompetista. Consiguió una trompeta de segunda mano por su tío Williams, Jones pronto cambió a la corneta cuando se unió a la banda de su escuela (a través de su carrera Jones tocó sobre todo la corneta). A los dieciséis años, él y su hermano Hank tocaron en un conjunto semi-profesional, la Arcadia Club Band, que se presentó para funciones escolares y eventos de fin de semana. 
En 1941 Jones dejó la Arcadia para realizar en una gira por el Sur con la banda de Connie Connell. Después de un período de dos años con Connell, tuvo un compromiso corto con la banda de doce piezas de Red Calhoun. Reclutado por el ejército durante 1943, fue instalado en Camp Walters, Texas. Unos meses antes de su licenciamiento, se unió a la banda militar patrocinada por la 8.ª División de Servicios Especiales de la Fuerza Aérea. 
Tras el servicio militar (1943-46), Jones trabajó en bandas regionales en el Midwest. Durante los años 1950-1953 actuó regularmente con el quinteto de Billy Mitchell en Detroit e hizo unas pocas grabaciones con Charles Mingus (1954-1955). Jones se hizo conocido durante su larga etapa con la orquesta de Count Basie (1954-1963). Mientras estuvo en ella, Jones tuvo la oportunidad de escribir algunos arreglos y tras 1963 ejerció como arreglista de forma individual. 
Se unió al grupo de la CBS, colideró un quinteto con Pepper Adams y hacia finales de 1963 organizó una big band con el batería Mel Lewis que desde febrero de 1966 tocó todos los lunes por la noche en el Village Vanguard. Durante la década siguiente, la orquesta se hizo famosa y permitió seguir escribiendo a Jones. Compuso un estándar ("A Child Is Born") además de varios temas interesantes como "Fingers", "Little Pixie" y "Tiptoe". En 1978, Jones sorprendió a Lewis abandonando el grupo y yéndose a Dinamarca, hecho que nunca explicó. Thad pasó parte de la década de 1970 y la primera mitad de la década de 1980 en Dinamarca, donde habitaban muchos músicos de jazz estadounidenses. Mientras estaba allí, se hizo cargo de la Danish Radio Big Band y la convirtió en uno de los mejores conjuntos del mundo. También compuso, arregló, enseñó y siguió enseñando durante este período. Regresó a los Estados Unidos en 1985 para hacerse cargo del liderazgo de la banda de su último mentor, Count Basie. Por desgracia, pronto se enfermó y tuvo que renunciar, y se trasladó de nuevo a Europa, donde fue hospitalizado durante meses. También lideró su propio grupo llamado Eclipse. 

## Estilo musical
El Dr. David Demsey, Coordinador de Estudios de Jazz y Conservador del Thad Jones Archive en la Universidad William Paterson, se ha referido a Thad como un "sabio" cuando se trata de sus habilidades para arreglar jazz. Pocas personas han tenido una banda de gran resonancia en su cabeza como Thad Jones hizo. Cada matiz de cada instrumento, cada melodía, cada dinámica y sombra de color se representan vívidamente en su mente increíblemente fértil. También tenía gran habilidad para escribir música para otros, lo que refleja claramente el estilo y el sonido de los artistas para los que trabajó, pero refleja firmemente la propia huella musical de Thad.
Cuando uno asiste a un concierto de jazz y escucha una banda tocando una colección de canciones de un grupo de los arreglistas más grandes del jazz, Thad todavía destaca. La profesionalidad de Thad Jones acentuó la profundidad de su arte. Sus arreglos están llenos de vida, a menudo son muy complejos, pero conservan una exuberancia juguetona que los hace memorables y agradables de escuchar, aprender y tocar. Ellos contienen complejidades que son apreciados por los mejores intérpretes, pero al mismo tiempo tienen tal riqueza armónica y calidez que incluso el oyente más informal disfruta también.

## Discografía

### Como líder o colíder
- The Fabulous Thad Jones (Debut, 1954)
- Detroit-New York Junction (Blue Note, 1956)
- The Magnificent Thad Jones (Blue Note, 1956)
- Mad Thad (Period Records, 1957)
- Olio (Prestige, 1957) con The Prestige All Stars – Frank Wess, Teddy Charles, Mal Waldron, Doug Watkins, Elvin Jones
- After Hours (Prestige, 1957) wcon The Prestige All Stars – Frank Wess, Kenny Burrell, Mal Waldron, Paul Chambers, Art Taylor
- Keeping Up With the Joneses: featuring The Jones Brothers – playing the music of Thad Jones and Isham Jones (MGM, 1958)

- Motor City Scene (United Artists, 1959)
- Mean What You Say (Milestone, 1966) por el Thad Jones/Pepper Adams Quintet
- Greetings and Salutations (Four Leaf Clover, 1977) con Mel Lewis, Jon Faddis y el Swedish Radio Jazz Group (Lennart Åberg, Arne Domnérus, Bengt Hallberg, Georg Riedel, Rune Gustafsson, ...)
- The Thad Jones / Mel Lewis Quartet (Artist House, 1978) con Mel Lewis, Harold Danko, Rufus Reid
- Thad Jones, Mel Lewis and UMO (RCA, 1978) con Mel Lewis and UMO (the Finnish 'New Music Orchestra')
- Live at Montmartre (Storyville, 1978) con Idrees Sulieman, Allan Botschinsky, Jesper Thilo, NHOP.
- Eclipse (Metronome, 1979)[7] con Tim Hagans, Sahib Shihab, Horace Parlan, Jesper Lundgaard
- Live at Slukefter (Metronome, 1980) con Tim Hagans, Sahib Shihab, Horace Parlan, Jesper Lundgaard

### Con la Orquesta de Thad Jones / Mel Lewis
- Opening Night (2000) Alan Grant Presents
- Presenting Thad Jones / Mel Lewis and the Jazz Orchestra (1966) Solid State Records
- Presenting Joe Williams and Thad Jones / Mel Lewis, The Jazz Orchestra (1966) Solid State
- Live at the Village Vanguard (1967) Solid State
- The Big Band Sound of Thad Jones / Mel Lewis Featuring Miss Ruth Brown (1968) Solid State
- Monday Night (1968) Solid State
- Central Park North (1969) Solid State
- Basle, 1969 (grabado 1969, publicado 1996) TCB Music
- Consummation (1970) Solid State / Blue Note
- Live in Tokyo (1974) Denon Jazz
- Potpourri (1974) Philadelphia International
- Thad Jones / Mel Lewis and Manuel De Sica (1974) Pausa
- Suite for Pops (1975) Horizon / A&M
- New Life: Dedicated to Max Gordon (1975) A&M
- Thad Jones / Mel Lewis Orchestra With Rhoda Scott (1976)
- Live in Munich (1976) Horizon / A&M
- It Only Happens Every Time (1977) EMI Records – con Monica Zetterlund
- Body and Soul también publicado como Thad Jones / Mel Lewis Orchestra in Europe (1978) West Wind Jazz – Live in Berlin
- A Touch of Class (1978) West Wind Jazz – Live in Warsaw

### Como sideman
Con Manny Albam
- Brass on Fire (Sold State, 1966)

Con Count Basie
- Basie (Clef, 1954)
- Count Basie Swings, Joe Williams Sings (Clef, 1955) con Joe Williams
- April in Paris (Verve, 1956)
- The Greatest!! Count Basie Plays, Joe Williams Sings Standards con Joe Williams
- Metronome All-Stars 1956 (Clef, 1956) con Ella Fitzgerald y Joe Williams
- Hall of Fame (Verve, 1956 [1959])
- Basie in London (Verve, 1956)
- One O'Clock Jump (Verve, 1957) con Joe Williams y Ella Fitzgerald
- Count Basie at Newport (Verve, 1957)
- The Atomic Mr. Basie (Roulette, 1957) también publicado como Basie and E=MC2
- Basie Plays Hefti (Roulette, 1958)
- Sing Along with Basie (Roulette, 1958) - con Joe Williams y Lambert, Hendricks & Ross
- Basie One More Time (Roulette, 1959)
- Breakfast Dance and Barbecue (Roulette, 1959)
- Everyday I Have the Blues (Roulette, 1959) - con Joe Williams
- Dance Along with Basie (Roulette, 1959)
- Not Now, I'll Tell You When (Roulette, 1960)
- The Count Basie Story (Roulette, 1960)
- Kansas City Suite (Roulette, 1960)
- The Legend (Roulette, 1961)
- Back with Basie (Roulette, 1962)
- Basie in Sweden (Roulette, 1962)
- On My Way & Shoutin' Again! (Verve, 1962)
- This Time by Basie! (Reprise, 1963)

Con Bob Brookmeyer
- Jazz Is a Kick (Mercury, 1960)
- Back Again (Sonet, 1978)

Con Kenny Burrell
- Blues - The Common Ground (Verve, 1968)
- Ellington Is Forever (Fantasy, 1975)
- Ellington Is Forever Volume Two (Fantasy, 1975)

Con Al Cohn
- Four Brass One Tenor (RCA Victor, 1955)

Con Lou Donaldson
- Sassy Soul Strut (1973)

Con Kenny Drew
- Lite Flite (SteepleChase, 1977)

Con Curtis Fuller
- Imagination (Savoy, 1959)

Con Dexter Gordon
- Ca'Purange (Prestige, 1972)
- Tangerine (Prestige, 1972)

Con Herbie Hancock
- Speak Like a Child (Blue Note, 1968)

Con Coleman Hawkins
- The Hawk Swings (1960)

Con Milt Jackson
- For Someone I Love (Riverside, 1963)

Con J. J. Johnson
- J.J.! (RCA Victor, 1964)

Con Elvin Jones
- Elvin! (Riverside, 1961–62)
- And Then Again (Atlantic, 1965)
- Midnight Walk (Atlantic, 1966)
- Mr. Jones (Blue Note, 1973)

Con Hank Jones
- Groovin' High (Muse, 1978)

Con Yusef Lateef
- Yusef Lateef's Detroit (Atlantic, 1969)

Con Charles Mingus
- The Jazz Experiments of Charlie Mingus (Bethlehem, 1954)

Con Thelonious Monk
- 5 by Monk by 5 (1959)

Con James Moody
- Great Day (Argo, 1963)

Con Oliver Nelson
- More Blues and the Abstract Truth (Impulse!, 1964)
- The Spirit of '67 with Pee Wee Russell (Impulse!, 1967)

Con Houston Person
- Houston Express (Prestige, 1970)

Con Buddy Rich
- The Wailing Buddy Rich (Norgran, 1955)

Con Shirley Scott
- For Members Only (Impulse!, 1963)
- Roll 'Em: Shirley Scott Plays the Big Bands (Impulse!, 1966)

Con Johnny "Hammond" Smith
- Open House! (Riverside, 1963)

Con Sonny Stitt
- Sonny Stitt Plays Arrangements from the Pen of Quincy Jones (Roost, 1955)
- Stitt Goes Latin (Roost, 1963)
- Broadway Soul (Colpix, 1965)
- Goin' Down Slow (Prestige, 1972)

Con Ben Webster
- Soulmates (with Joe Zawinul) (Riverside, 1963)
- See You at the Fair (Impulse, 1964)

With Frank Wess
- Yo Ho! Poor You, Little Me (Prestige, 1963)

Con Joe Williams
- At Newport '63 (RCA Victor, 1963)

Con Phil Woods
- Round Trip (Verve, 1969)

- Datos: Q539883